# Eleições estaduais no Ceará em 2006
As eleições estaduais no Ceará em 2006 aconteceram em 1 de outubro como parte das eleições gerais no Distrito Federal e em 26 estados.
O candidato Cid Gomes (PSB) venceu seu principal opositor, o então governador Lúcio Alcântara (PSDB), numa disputa encerrada em primeiro turno, dando fim a hegemonia tucana que controlava o Estado desde 1990.
Foi uma enorme derrota para o tucano tendo em vista que além de contar com o apoio de 70% das prefeituras do Estado, gerou um racha no partido pois o ex-governador e então senador Tasso Jereissati (também do PSDB), defendia uma aliança com Cid, lançando Alcântara para disputar uma vaga no Senado, evitando, então, um confronto direto entre os dois. Embora fossem do mesmo partido, Tasso acabou ignorando a candidatura de Alcântara a reeleição e contribuiu com a vitória de Cid Gomes.
Inácio Arruda (PCdoB) conquistou a única vaga disponível para o Senado Federal, derrotando o candidato Moroni Torgan (PFL). Com a aliança PSDB-PFL, o então detentor da cadeira cearense no senado, Luiz Pontes (PSDB) não concorreu a reeleição.
Perfil do governador eleito
Filho do defensor público José Euclides Ferreira Gomes Júnior, ex-prefeito de Sobral, e da professora Maria José Santos Ferreira Gomes, iniciou seus estudos em sua cidade natal. Graduou-se em Engenharia Civil na Universidade Federal do Ceará (UFC), em Fortaleza, onde chegou a ocupar a presidência do Centro Acadêmico. É irmão de Ciro Gomes, ex-prefeito de Fortaleza, ex-deputado estadual e federal, ex-governador do Ceará, ex-candidato à presidência da República e ex-Ministro da Fazenda e da Integração Nacional.[carece de fontes?] O outro irmão, Ivo Gomes, é ex-deputado estadual e atual Prefeito de Sobral.
Em 2013, foi listado como um dos 60 nomes mais poderosos do país pelo portal IG.
Cid Gomes é casado com Maria Célia Habib Moura Ferreira Gomes e pai de Rodrigo Dias Ferreira Gomes (nascido em 1997), Matheus Habib Ferreira Gomes (nascido em 2007) e Pedro Gomes (nascido em 2015).
Ingressou na política aos 25 anos, em 1988, como vice na chapa de José Linhares Ponte (popularmente conhecido como Padre Zé) à prefeitura de Sobral, derrotados com uma pequena margem de votos pelo candidato José Parente Prado. Logo depois disso, entre 1989 e 1990, Cid Gomes foi coordenador político regional no Ceará, tendo sido convidado pelo então governador Tasso Jereissati.
Em outubro de 1990, Cid concorreu ao cargo de deputado estadual (PSDB) e foi eleito com 21.895 votos. Em 1991 se tornou líder do PSDB na Assembleia Legislativa do Ceará.
Ao longo do mandato, Cid se tornou primeiro-secretário da Mesa Diretora. Em 1994 disputou novamente como deputado estadual e foi reeleito com 45.570 votos, alcançado a terceira melhor votação do estado.
Em 1995, Cid Gomes foi reeleito para o cargo deputado estadual. No segundo mandato, foi eleito por unanimidade presidente da Assembleia, com 32 anos, sendo o presidente mais jovem da história do parlamento estadual.
Cid Gomes, por seu destaque como presidente da assembleia cearense, participou da Conferência Nacional de Assembleias Legislativas dos Estados Unidos, em 1996, e do Encontro de Integração de Jovens Políticos da América Latina e da Europa, realizado pela Fundação Konrad Adenauer no mesmo ano.
Em 1996, disputou o cargo de prefeito de Sobral, sendo eleito com um montante de mais de 64% dos votos do eleitorado. Deixou o cargo de Deputado Estadual em 1997 para assumir a prefeitura. Quando assumiu o cargo de prefeito de Sobral, em 1997, Cid Gomes quebrou a divisão de poder das famílias Prado e Barreto, que governaram a cidade de Sobral desde o ano de 1963.
Durante sua gestão como prefeito realizou convênios para a construção de seis escolas de grande porte e investiu mais de R$ 2,5 milhões para a recuperação de 23 escolas do município, dando os primeiros passos para a melhoria da educação do município de Sobral.
Em 2000, concorreu à reeleição, vencendo novamente com mais de 68% dos votos.
Em 2001, a gestão conseguiu, cinco antes do restante do Brasil ampliar o Ensino Fundamental para nove anos já atendendo crianças de seis anos de idade. Dois anos mais tarde, Sobral alcança mais de 100% de taxa de escolarização líquida (número possível pois recebia alunos de cidades vizinhas).
Criou também na Prefeitura de Sobral o Programa de Alfabetização na Idade Certa, que foi base para a criação do Pacto Nacional de Alfabetização na Idade Certa, do Governo Federal.
Nos oito anos de gestão em Sobral, a cidade passou por um redesenho profundo de suas finanças municipais e um rearranjo fiscal, fazendo com que a cidade se tornasse a terceira maior arrecadadora de imposto no Ceará.
Em pesquisa feita em 2004, Cid Gomes foi eleito o melhor prefeito de todo o estado do Ceará.

## Resultado da eleição para governador
| Candidatos a governador do estado | Candidatos a vice-governador  | Número | Coligação                                                            | Votação   | Percentual |
| --------------------------------- | ----------------------------- | ------ | -------------------------------------------------------------------- | --------- | ---------- |
| Cid Gomes PSB                     | Francisco Pinheiro PT         | 40     | Ceará Vota pra Crescer (PSB, PT, PMDB, PP, PCdoB, PV, PRB, PHS, PMN) | 2.411.457 | 62,38%     |
| Lúcio Alcântara PSDB              | Beto Studart PSDB             | 45     | Pra Frente Ceará (PSDB, PFL, PTB, PPS, PSC, PTC, PAN, PTN)           | 1.309.277 | 33,87%     |
| Renato Roseno PSOL                | Francisco Paiva das Neves PCB | 50     | Frente de Esquerda Ceará Socialista (PSOL, PCB, PSTU)                | 106.184   | 2,75%      |
| Coronel Gondim PSDC               | Alzira Guerra Saldanha PSDC   | 27     | —                                                                    | 19.491    | 0,50%      |
| José Maria de Melo PL             | Iranildo Pereira PDT          | 22     | Faça a Diferença (PL, PDT, PRTB, PTdoB)                              | 15.274    | 0,39%      |
| Salete Maria da Silva PCO         | João Alves Duarte PCO         | 29     | —                                                                    | 4.165     | 0,11%      |

## Resultado da eleição para senador
| Candidatos a senador da República | Candidatos a suplente de senador                            | Número | Coligação                                                            | Votação   | Percentual |
| --------------------------------- | ----------------------------------------------------------- | ------ | -------------------------------------------------------------------- | --------- | ---------- |
| Inácio Arruda PCdoB               | Raimundo Noronha Filho PMDB Glória Maria Tavares PSB        | 656    | Ceará Vota pra Crescer (PSB, PT, PMDB, PP, PCdoB, PV, PRB, PHS, PMN) | 1.912.663 | 52,25%     |
| Moroni Torgan PFL                 | Francisco Maia Júnior PSDB Chiquinho Feitosa PSDB           | 252    | Pra Frente Ceará (PSDB, PFL, PTB, PPS, PSC, PTC, PAN, PTN)           | 1.680.362 | 45,90%     |
| Nair Fernandes PDT                | Francisco das Chagas Soares PDT Tibúrcio Morais Neto PDT    | 123    | Faça a Diferença (PL, PDT, PRTB, PTdoB)                              | 39.327    | 1,07%      |
| Raimundo de Castro PSTU           | Cícero Marcos Chaves PSTU Valdir Alves Pereira PSTU         | 161    | —                                                                    | 18.545    | 0,51%      |
| Tarcísio Leitão PCB               | José Nauri de Araújo Ferreira PCB Djanira Bezerra Lopes PCB | 210    | —                                                                    | 6.084     | 0,17%      |
| Fernandes Filho PSDC              | Antonio Sales dos Santos PSDC José Hélio Fiúza Leite PSDC   | 271    | —                                                                    | 3.640     | 0,10%      |

## Candidatos a governador
| Número | Candidato (em ordem alfabética) | Partido | Vice-candidato                            | Coligação                                                                  |
| ------ | ------------------------------- | ------- | ----------------------------------------- | -------------------------------------------------------------------------- |
| 40     | Cid Ferreira Gomes              | PSB     | Francisco José Pinheiro (PT)              | Ceará Vota Pra Crescer PSB / PT / PCdoB / PMDB / PRB / PP / PHS / PMN / PV |
| 27     | Coronel Gondim                  | PSDC    | Alzira Guerra Saldanha                    | Partido não coligado                                                       |
| 22     | José Maria de Melo              | PL      | Iranildo Pereira de Oliveira (PDT)        | Faça a Diferença PL / PDT / PRTB / PT do B                                 |
| 45     | Lúcio Gonçalo de Alcântara      | PSDB    | Jorge Alberto Vieira Studart Gomes (PSDB) | Pra Frente Ceará PSDB / PFL / PTB / PTN / PSC / PPS / PAN / PTC            |
| 50     | Renato Roseno de Oliveira       | PSOL    | Francisco Paiva das Neves (PCB)           | Frente de Esquerda Ceará Socialista PSOL / PCB / PSTU                      |
| 29     | Salete Maria da Silva           | PCO     | João Alves Duarte                         | Partido não coligado                                                       |

## Candidatos a senador
| Número | Candidato (em ordem alfabética)  | Partido | Suplentes                                                                                    | Coligação                                                                  |
| ------ | -------------------------------- | ------- | -------------------------------------------------------------------------------------------- | -------------------------------------------------------------------------- |
| 271    | Antônio Fernandes da Silva Filho | PSDC    | 1°: Antônio Sales dos Santos 2°: José Hélio Fiúza Leite                                      | Partido não coligado                                                       |
| 656    | Inácio Arruda                    | PCdoB   | 1°: Raimundo Noronha Filho (PMDB) 2°: Gloria Maria Ramos Tavares (PSB)                       | Ceará Vota Pra Crescer PSB / PT / PCdoB / PMDB / PRB / PP / PHS / PMN / PV |
| 123    | Maria Nair Fernandes Silva       | PDT     | 1°: Francisco das Chagas Soares 2°: Tiburcio Bezerra de Morais Neto                          | Faça a Diferença PL / PDT / PRTB / PT do B                                 |
| 252    | Moroni Torgan                    | PFL     | 1°: Francisco de Queiroz Maia Júnior (PSDB) 2°: Francisco Feitosa de Albuquerque Lima (PSDB) | Pra Frente Ceará PSDB / PFL / PTB / PTN / PSC / PPS / PAN / PTC            |
| 161    | Raimundo Pereira de Castro       | PSTU    | 1°: Cícero Marcos Chaves 2°: Valdir Alves Pereira                                            | Frente de Esquerda Ceará Socialista PSOL / PCB / PSTU                      |
| 210    | Tarcísio Leitão de Carvalho      | PCB     | 1°: José Nauri de Araújo Ferreira 2°: Djanira Bezerra Lopes                                  | Frente de Esquerda Ceará Socialista PSOL / PCB / PSTU                      |

## Resultados
Segundo dados do TSE (Tribunal Superior Eleitoral), os resultados da eleição no Ceará foram estes:

### Presidente no Ceará (Primeiro Turno)
| Candidato a presidente         | Candidato a vice-presidente | Partido/Coligação                    | Votos/Porcentagem  | Posição       |
| ------------------------------ | --------------------------- | ------------------------------------ | ------------------ | ------------- |
| Luiz Inácio Lula da Silva (PT) | José Alencar (PRB)          | "A Força do Povo" (PT/PRB/PCdoB)     | 2.852.895 (71,22%) | 1º (2° Turno) |
| Geraldo Alckmin (PSDB)         | José Jorge (PFL)            | "Por Um Brasil Decente" (PSDB/PFL)   | 912.726 (22,79%)   | 2º (2° Turno) |
| Heloísa Helena (PSOL)          | César Benjamin (PSOL)       | "Frente de Esquerda" (PSOL/PSTU/PCB) | 148.886 (3,72%)    | 3º            |
| Cristóvam Buarque(PDT)         | Jefferson Péres (PDT)       | PDT                                  | 78.353 (1,96%)     | 4º            |
| Ana Maria Rangel (PRP)         | Delma Gama (PRP)            | PRP                                  | 5.664 (0,14%)      | 5º            |
| Luciano Bivar (PSL)            | Américo de Souza (PSL)      | PSL                                  | 4.341 (0,11%)      | 6º            |
| José Maria Eymael (PSDC)       | José Paulo Neto (PSDC)      | PSDC                                 | 2.633 (0,07%)      | 7º            |
| Rui Costa Pimenta (PCO)        | Pedro Paulo (PCO)           | PCO                                  | Indeferido         | –             |

### Presidente no Ceará (Segundo Turno)
| Candidato a presidente         | Candidato a vice-presidente | Partido/Coligação                  | Votos/Porcentagem  | Posição       |
| ------------------------------ | --------------------------- | ---------------------------------- | ------------------ | ------------- |
| Luiz Inácio Lula da Silva (PT) | José Alencar (PRB)          | "A Força do Povo" (PT/PRB/PCdoB)   | 3.394.007 (82,38%) | 1º (Reeleito) |
| Geraldo Alckmin (PSDB)         | José Jorge (PFL)            | "Por Um Brasil Decente" (PSDB/PFL) | 725.990 (17,62%)   | 2º            |

### Governador (Turno Único)
| Partido | Partido | Candidato                | Votos     | Votos (%) |
| ------- | ------- | ------------------------ | --------- | --------- |
|         | PSB     | Cid Gomes                | 2 411 457 | 62,38%    |
|         | PSDB    | Lúcio Alcântara          | 1 309 277 | 33,87%    |
|         | PSOL    | Renato Roseno            | 106 184   | 2,75%     |
|         | PSDC    | Coronel Gondim           | 19 491    | 0,5%      |
|         | PL      | Desembargador José Maria | 15 274    | 0,4%      |
|         | PCO     | Salete Maria             | 4 165     | 0,11%     |
| Totais  | Totais  | Totais                   | 3 865 848 |           |

### Senador
| Partido | Partido | Candidato                  | Votos     | Votos (%) |
| ------- | ------- | -------------------------- | --------- | --------- |
|         | PCdoB   | Inácio Arruda              | 1 912 663 | 52,25%    |
|         | PFL     | Moroni Torgan              | 1 680 362 | 45,9%     |
|         | PDT     | Nair Fernandes             | 39 327    | 1,07%     |
|         | PSTU    | Raimundo Pereira de Castro | 18 545    | 0,51%     |
|         | PCB     | Tarcísio Leitão            | 6 084     | 0,17%     |
|         | PSDC    | Fernandes Filho            | 3 640     | 0,1%      |
| Totais  | Totais  | Totais                     | 3 660 621 |           |

### Perfil do senador eleito
Iniciou sua vida pública nos anos 80, como presidente da Associação dos Moradores do Bairro Dias Macedo e logo em seguida, presidente da Federação de Bairros e Favelas de Fortaleza.
Inácio Arruda foi eleito em 1988 vereador de Fortaleza, em 1990, deputado estadual e em 1994, deputado federal, se reelegendo em 1998 e 2002.
Iniciou as disputas pela prefeitura de Fortaleza em 1996, concorreu pela primeira vez. Em 2000, se candidatou novamente, mas perdeu no segundo turno para Juraci Magalhães. Em 2004 foi derrotado no primeiro turno, ficando em terceiro lugar. Na época as eleições foram decidida em dois turnos, tendo Luizianne Lins como eleita, derrotando Moroni Torgan. Foi uma eleição apertada, pois Luiz Inácio Lula da Silva, presidente à época, apoiava Inácio, contra Luizianne.[carece de fontes?] Em 2012 volta a se candidatar a prefeito, foi derrotado no primeiro turno, ficando em 7° lugar, com 22.808 votos. A independência do PCdoB nessas eleições foram decisivas para a derrota, apoiando Roberto Cláudio no segundo turno, que venceu por mais de 53% dos votos, derrotando o candidato Elmano de Freitas, que tinha o aval de Luizianne.
Inacio foi duramente criticado pelas linhas comunistas ao apoiar Roberto Cláudio, já não se fazem comunistas como antigamente " criticava em seu blog um jornalista do jornal O Povo.
Em 2006, se elegeu senador, com 52,25% representando 1.912.663 votos válidos e com margem de 6,35% do segundo colocado Moroni Torgan. O primeiro senador comunista depois de Luis Carlos Prestes, eleito senador em 1946.
Em 2000, 2004 e 2012, chegou a ser candidato a prefeito de Fortaleza, porém nunca chegou próximo do segundo turno.

## Deputados eleitos

### Federais (Câmara dos Deputados)
No Ceará foram vinte e dois (22) deputados federais eleitos.

Representação eleita
  PMDB: 6
  PSDB: 5
  PT: 4
  PP: 2
  PSB: 2
  PCdoB: 1
  PTB: 1
  PL: 1

Fonteː
| Eleitos à Câmara dos Deputados | Votos   | %      |
| ------------------------------ | ------- | ------ |
| Ciro Gomes (PSB)               | 667.830 | 16,19% |
| Eunício Oliveira (PMDB)        | 240.588 | 5,83%  |
| José Gerardo (PMDB)            | 185.925 | 4,51%  |
| Aníbal (PMDB)                  | 178.938 | 4,34%  |
| Chico Lopes (PCdoB)            | 162.282 | 3,93%  |
| Leo Alcântara (PSDB)           | 142.754 | 3,46%  |
| Arnon Bezerra (PTB)            | 121.465 | 2,95%  |
| Paulo Henrique Lustosa (PMDB)  | 117.746 | 2,85%  |
| Vicente Arruda (PSDB)          | 113.700 | 2,76%  |
| Raimundo Gomes de Matos (PSDB) | 106.138 | 2,57%  |
| Marcelo Teixeira (PSDB)        | 100.522 | 2,44%  |
| José Guimarães (PT)            | 88.486  | 2,15%  |
| José Pimentel (PT)             | 86.502  | 2,1%   |
| Gorete Pereira (PL)            | 74.703  | 1,81%  |
| Manoel Salviano (PSDB)         | 69.637  | 1,67%  |
| Ariosto Holanda (PSB)          | 68.438  | 1,66%  |
| Eugênio Rabelo ( PP)           | 62.129  | 1,51%  |
| José Airton (PT)               | 59.334  | 1,44%  |
| Mauro Benevides (PMDB)         | 51.786  | 1,26%  |
| Flávio Bezerra (PMDB)          | 51.136  | 1,24%  |
| Eudes Xavier (PT)              | 48.092  | 1,17%  |
| José Linhares Ponte (PP)       | 44.647  | 1,08%  |

### Estaduais (Assembléia Legislativa do Estado)
Foram quarenta e seis (46) deputados estaduais eleitos.

Representação eleita
  PSDB: 16
  PSB: 8
  PMDB: 6
  PT: 3
  PDT: 2
  PSL: 2
  PSDC: 2
  PHS: 2
  PV: 2
  PFL: 1
  PCdoB: 1
  PAN: 1

Fonteː
| Deputados estaduais eleitos | Partido | Votação | Percentual | Cidade onde nasceu   | Unidade federativa  |
| Marcos Cals                 | PSDB    | 104.350 | 2,54%      | Recife               | Pernambuco          |
| Ivo Gomes                   | PSB     | 73.096  | 1,78%      | Sobral               | Ceará               |
| Domingos Filho              | PMDB    | 65.730  | 1,60%      | Fortaleza            | Ceará               |
| Artur Bruno                 | PT      | 61.996  | 1,51%      | Fortaleza            | Ceará               |
| Moésio Loiola               | PSDB    | 60.012  | 1,46%      | Groaíras             | Ceará               |
| Mauro Filho                 | PSB     | 58.684  | 1,43%      | Fortaleza            | Ceará               |
| Dr. Sarto                   | PSB     | 58.013  | 1,41%      | Acopiara             | Ceará               |
| Lívia Arruda                | PMDB    | 58.006  | 1,41%      | Caucaia              | Ceará               |
| Wellington Landim           | PSB     | 57.961  | 1,41%      | Brejo Santo          | Ceará               |
| Zezinho Albuquerque         | PSB     | 55.706  | 1,36%      | Massapê              | Ceará               |
| José Ilo Dantas             | PSDB    | 49.876  | 1,21%      | Cajazeiras           | Paraíba             |
| Lucilvio Girão Sales        | PMDB    | 49.225  | 1,20%      | Maranguape           | Ceará               |
| Gony Arruda                 | PSDB    | 49.214  | 1,20%      | Granja               | Ceará               |
| Cirilo Pimenta              | PSDB    | 48.744  | 1,19%      | Quixeramobim         | Ceará               |
| Sérgio Aguiar               | PSB     | 47.607  | 1,16%      | Fortaleza            | Ceará               |
| João Jaime                  | PSDB    | 46.711  | 1,14%      | Fortaleza            | Ceará               |
| Carlomano Marques           | PMDB    | 46.366  | 1,13%      | Iguatu               | Ceará               |
| Antônio Granja              | PSB     | 46.259  | 1,13%      | Jaguaribara          | Ceará               |
| Nelson Martins              | PT      | 46.103  | 1,12%      | Hidrolândia          | Ceará               |
| Fernando Hugo               | PSDB    | 44.937  | 1,09%      | Fortaleza            | Ceará               |
| Osmar Baquit                | PSDB    | 44.818  | 1,09%      | Quixadá              | Ceará               |
| Heitor Férrer               | PDT     | 43.998  | 1,07%      | Lavras da Mangabeira | Ceará               |
| Júlio César Costa Lima      | PSDB    | 43.657  | 1,06%      | Fortaleza            | Ceará               |
| Edson Silva                 | PFL     | 43.464  | 1,06%      | Fortaleza            | Ceará               |
| Rogério Aguiar              | PSDB    | 43.082  | 1,05%      | Marco                | Ceará               |
| Rachel Marques              | PT      | 42.887  | 1,04%      | Fortaleza            | Ceará               |
| Tómas Figueiredo Filho      | PSDB    | 42.264  | 1,03%      | Fortaleza            | Ceará               |
| Adahil Barreto              | PSDB    | 41.920  | 1,02%      | Fortaleza            | Ceará               |
| Nenem Coelho                | PSDB    | 41.824  | 1,02%      | Novo Oriente         | Ceará               |
| Ronaldo Martins             | PSDB    | 41.466  | 1,01%      | São Paulo            | São Paulo           |
| Sineval Roque               | PSB     | 41.111  | 1,00%      | Saboeiro             | Ceará               |
| Neto Nunes                  | PMDB    | 41.055  | 1,00%      | Natal                | Rio Grande do Norte |
| Prof. Teodoro Soares        | PSDB    | 40.791  | 0,99%      | Reriutaba            | Ceará               |
| Téo Menezes                 | PSDB    | 40.371  | 0,98%      | Fortaleza            | Ceará               |
| Sávio Pontes                | PMDB    | 39.512  | 0,96%      | Ipu                  | Ceará               |
| Ferreira Aragão             | PDT     | 37.558  | 0,91%      | Sobral               | Ceará               |
| Hermínio Resende            | PSL     | 34.815  | 0,85%      | Fortaleza            | Ceará               |
| Perboyre Diógenes           | PSL     | 34.565  | 0,84%      | Saboeiro             | Ceará               |
| Ely Aguiar                  | PSDC    | 27.864  | 0,68%      | Crato                | Ceará               |
| Francisco Caminha           | PHS     | 26.536  | 0,65%      | Fortaleza            | Ceará               |
| João Ananias                | PCdoB   | 24.703  | 0,60%      | Acaraú               | Ceará               |
| Edísio Pacheco              | PV      | 23.739  | 0,58%      | Itapipoca            | Ceará               |
| Dr. Washington Góis         | PAN     | 21.860  | 0,53%      | Caucaia              | Ceará               |
| Roberto Cláudio             | PHS     | 21.283  | 0,52%      | Fortaleza            | Ceará               |
| Augustinho Moreira          | PV      | 21.083  | 0,51%      | Fortaleza            | Ceará               |
| Gomes Farias                | PSDC    | 20.483  | 0,50%      | Ipu                  | Ceará               |